# Wilhelminaziekenhuis (Nijmegen)

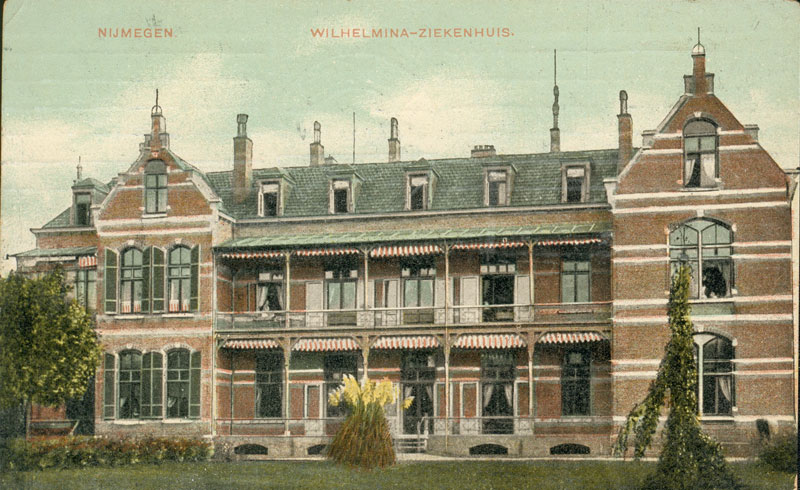
Een ansichtkaart met het ziekenhuis erop afgebeeld

Het Wilhelminaziekenhuis is een voormalig protestants ziekenhuis in Nijmegen. Het ziekenhuis ging open in 1895. 
Als zelfstandig ziekenhuis heeft het bestaan tot 1974, toen het met het Canisiusziekenhuis opging in het Canisius-Wilhelmina Ziekenhuis (CWZ).

## Geschiedenis
In 1889 werd de "Vereeniging Het Protestantsch Ziekenhuis te Nijmegen" opgericht. Deze vereniging beijverde de bouw van een nieuw ziekenhuis. Nadat een Nijmegenaar grond aan de toenmalige Spaarbankstraat schonk aan de vereniging en er voldoende geld was ingezameld werd begonnen met de bouw. 
Op 7 mei 1895 werd het ziekenhuis, met als geneesheer-directeur dr. Claas Noorduijn, aan de Spaarbankstraat geopend. Ter gelegenheid van zijn 90ste verjaardag werd deze straatnaam in 1913 veranderd in Dr. Claas Noorduijnstraat. Tien dagen later bezocht Koningin-regentes Emma het ziekenhuis. Zij gaf toestemming het naar haar dochter Wilhelmina te vernoemen. De architect van het gebouw was Derk Semmelink.
Sinds 1967 was het pand aan de Dr. Claas Noorduijnstraat ook het onderkomen van het Margriet Paviljoen. In 1974 fuseerde het protestantse Wilhelminaziekenhuis met het katholieke Canisiusziekenhuis. Uit de fusie van de twee ziekenhuizen ontstond het huidige CWZ. Daarna werd het pand geheel in gebruik genomen door het Margriet Paviljoen, dat later bekendstond als Verpleeghuis Margriet. Het gebouw is in 2014, ondanks protest uit de buurt, gesloopt, voor bouw van een woonlocatie voor mensen met een zorgbehoefte en woningen.